# Хелицеровые
Хелицеровые (лат. Chelicerata) — подтип членистоногих (Arthropoda). Хотя группа возникла в водной среде, наибольшего видового богатства достигли более поздние сухопутные представители — паукообразные. В настоящее время из первичноводных хелицеровых сохранились мечехвосты (4 вида) и морские пауки (около 1000 видов). Вторично перешли к водному образу жизни некоторые клещи́ и пауки. Практически все представители — хищники. Многие клещи и морские пауки на некоторых стадиях жизненного цикла ведут паразитический образ жизни. В настоящее время учёными описано более 115 тыс. видов хелицеровых (включая более 2 тыс.  ископаемых видов; Zhang, 2013), большинство которых составляют пауки (более 44 тыс. видов) и клещи (более 55  тыс. видов). К хелицеровым также относят ракоскорпионов.

## Строение

### Меростомовые и паукообразные
Традиционно в теле меростомовых и паукообразных выделяют две тагмы — головогрудь (просому) и брюшко (опистосому). Просома состоит из акрона (головной лопасти, обычно несущей глаза) и первых шести сегментов, несущих конечности: хелицеры, педипальпы и четыре пары ходных ног. Функции и строение конечностей просомы у разных хелицеровых существенно различаются. Хелицеры представляют собой клешни или подклешни, состоят из двух или трёх члеников и обычно служат для захвата пищи.
В состав опистосомы входит 13 сегментов тела и тельсон (анальная лопасть). Последние шесть сегментов никогда не несут конечностей, в связи с чем некоторые исследователи подразделяют опистосому на две других тагмы: мезосому (7 сегментов) и метасому (6 сегментов и тельсон).
Первый сегмент мезосомы подвержен редукции и у почти всех представителей не несёт конечностей. Исключение составляют мечехвосты, у которых на нём располагаются небольшие пластинки — хилярии. Конечности остальных шести сегментов бывают сильно видоизменены или полностью утрачены. Они могут быть преобразованы в жаберные книжки (у мечехвостов), лёгкие (у многих паукообразных), половые придатки (у скорпионов), паутинные бородавки (у пауков).

### Морские пауки
В теле морского паука выделяют три отдела: голову, грудь и брюшко. Головной отдел несёт три пары конечностей и массивный придаток — хобот, на конце которого располагается ротовое отверстие. Число конечностей входящих в грудной отдел варьирует у разных представителей — от 4 до 6 пар. На конце рудиментарного брюшка открывается анальное отверстие.

## Классификация
Хелицеровых разделяют на 3 класса:
- Паукообразные (Arachnida): пауки, скорпионы, клещи и другие;
- Меростомовые (Merostomata): мечехвосты и ракоскорпионы;
- Морские пауки (Pycnogonida): единственный отряд морских пауков иногда выделяют из состава хелицеровых в собственный подтип.